# Sherburn in Elmet
Sherburn in Elmet es un municipio situado en la autoridad unitaria de Yorkshire del Norte, en el condado ceremonial de Yorkshire del Norte, Inglaterra (Reino Unido). Tiene una población estimada, a mediados de 2022, de 8989 habitantes.
Está ubicado cerca de los montes Peninos, de la costa del mar del Norte y de las ciudades de York y Northallerton.